# 1 in 360 2018
1 in 360 2018 (reso graficamente 1in360) è stata la selezione nazionale organizzata dall'emittente sammarinese San Marino RTV per scegliere il rappresentante del Titano all'Eurovision Song Contest 2018 di Lisbona.
Il concorso è stato vinto da Jessika & Jenifer Brening con la canzone Who We Are.

## Organizzazione
Il 15 ottobre 2017 la piccola repubblica e il sito inglese hanno annunciato che gli artisti (senza vincoli di nazionalità) avrebbero potuto caricare sul sito appositamente creato canzoni sia originali che cover. Il mese successivo l'emittente televisiva ha annunciato che ben 1 050 candidature erano state caricate sul sito e perciò ha provveduto a diversi sistemi di selezione, annunciando che i partecipanti sarebbero stati 11.
Il concorso è stato suddiviso in tre parti: il First Show, che è andato in onda il 9 febbraio 2018, il Second Show, andato in onda il 16 febbraio e la finale, andata in onda il 3 marzo. L'evento è stato trasmesso sul digitale terrestre e sul canale ufficiale YouTube dell'emittente. Le due semifinali si sono svolte a Bratislava, in Slovacchia.
Prima di esibirsi i candidati hanno preso parte ad un campo di cantautorato in Austria per scrivere i brani che avrebbero presentato, e dove sono stati incoraggiati a formare dei gruppi per partecipare al concorso, avendo anche la possibilità di intervenire sui brani degli altri concorrenti.
Gli artisti hanno presentato due brani ciascuno per le due semifinali dove solo uno di essi è stato scelto per la finale.

### Voto
Per il sistema di voto si è deciso un modello simile a quello dell'Eurovision Song Contest, ossia il voto sarebbe venuto in parte da una giuria formata da cantanti e autori, e in parte dal televoto del pubblico. Tuttavia per quanto riguarda il peso del televoto, è stato deciso in base all'eventuale numero di voti: se fossero stati meno di 50.000 il peso sul voto finale sarebbe stato del 10%, se invece fossero stati tra i 50.000 e i 100.000, il peso sarebbe stato del 20%, e così via.
In seguito però si è deciso che si sarebbe votato tramite una specie di raccolta fondi: ogni votante poteva donare un minimo di € 2 fino ad un massimo di € 8 000 tramite PayPal e la canzone con il maggiore investimento avrebbe ricevuto 12 punti dal televoto, la seconda 10 e così via. In caso di parità le due canzoni avrebbero ricevuto lo stesso punteggio, tuttavia la canzone successiva avrebbe ricevuto meno punti (ad esempio se due canzoni avevano ricevuto il maggior numero di donazioni, entrambe avrebbero ottenuto 12 punti, mentre la canzone che aveva ricevuto il secondo punteggio, avrebbe avuto 8 punti invece di 10). Infine il televoto avrebbe composto il 50% del voto finale.

### Giuria
Sono stati scelti 4 giudici per i primi due show e 5 per la finale:
- Zoë Straub, cantante e rappresentante austriaca all'Eurovision Song Contest 2016;
- Alessandro Capicchioni, capo della delegazione di San Marino all'Eurovision Song Contest;
- Neon Hitch, cantautrice britannica;
- Ladislav Kossár, uomo d'affari e filantropo slovacco;
- John Kennedy O'Connor, che ha preso parte come quinto giudice nella finale.

## Selezioni
Il 23 dicembre 2017 SMRTV ha stilato la lista degli 11 partecipanti, tre di essi hanno vinto una cosiddetta wildcard (visto l'alto numero di candidature l'emittente aveva deciso di lasciare che tre artisti fossero scelti da una specie di televoto) e sono stati annunciati precedentemente, gli altri 8 sono stati selezionati dall'emittente.

### Prima wildcard
La prima wildcard ha previsto la votazione dell'OGAE e dell'INFE, i fan club ufficiali dell'Eurovision Song Contest. I 71 artisti selezionati per il primo round di votazioni sono stati annunciati per il 24 novembre 2017. La vincitrice della wildcard è stata la finlandese Emma Sandström, già nota per aver partecipato all'Uuden Musiikin Kilpailu 2017, processo di selezione eurovisivo finlandese.
| Artisti selezionati dai fan club | Artisti selezionati dai fan club | Artisti selezionati dai fan club | Artisti selezionati dai fan club |
| Artista                          | Paese                            | Punti                            | Posizione                        |
| -------------------------------- | -------------------------------- | -------------------------------- | -------------------------------- |
| Ana María Ganarul Pérez          | Spagna                           | –                                | –                                |
| Anžalika Pušnova                 | Bielorussia                      | –                                | –                                |
| Aurora Lecis                     | Italia                           | –                                | –                                |
| Ben Robertson                    | Regno Unito                      | –                                | –                                |
| Benjamin Coveliers               | Belgio                           | –                                | –                                |
| Bjorn Rosier                     | Belgio                           | –                                | –                                |
| Carlos Morell                    | Argentina                        | –                                | –                                |
| Chris Beer                       | Austria                          | –                                | –                                |
| Colé van Dais                    | Sudafrica                        | 24                               | 10                               |
| Dan Muscat                       | Malta                            | –                                | –                                |
| Dario & Grecia Bezzina           | Malta                            | –                                | –                                |
| Dario Mifsud Bonnici             | Malta                            | –                                | –                                |
| Darragh Reck                     | Irlanda                          | –                                | –                                |
| Davide Greco                     | Italia                           | –                                | –                                |
| Dianaerika Lettieri              | Italia                           | –                                | –                                |
| Dionysīs Kōstīs                  | Grecia                           | –                                | –                                |
| Domenico Caringella              | Italia                           | 28                               | 7                                |
| Dominic Cini                     | Malta                            | –                                | –                                |
| Elisa Castells                   | Italia                           | –                                | –                                |
| Elvira Michieva                  | Germania                         | –                                | –                                |
| Em Appelgren                     | Svezia                           | –                                | –                                |
| Emily Herbert                    | Regno Unito                      | –                                | –                                |
| Emma Sandström                   | Finlandia                        | 47                               | 1                                |
| Ending Sequence                  | Spagna                           | –                                | –                                |
| Franklin Calleja                 | Malta                            | 46                               | 2                                |
| Gail Attard                      | Malta                            | –                                | –                                |
| Gloria Zaccaria                  | Italia                           | –                                | –                                |
| HIlary Smile                     | Italia                           | –                                | –                                |
| Isabelle Larm                    | Germania                         | –                                | –                                |
| Italove                          | Svezia                           | –                                | –                                |
| Jan Vehar                        | Slovenia                         | –                                | –                                |
| Jenifer Brening                  | Germania                         | –                                | –                                |
| Jens Geerts                      | Belgio                           | –                                | –                                |
| Joena Steyaert                   | Belgio                           | –                                | –                                |
| Jonas Hedqvist                   | Svezia                           | –                                | –                                |
| Judah Gavra                      | Israele                          | 32                               | 3                                |
| Julia Traser                     | Italia                           | –                                | –                                |
| Justinas Stanislovaitis          | Lituania                         | 26                               | 8                                |
| Karl William Lund                | Regno Unito                      | –                                | –                                |
| Kirsten Collins                  | Canada                           | –                                | –                                |
| Luke Smith                       | Regno Unito                      | –                                | –                                |
| L'oša Doncov                     | Ucraina                          | –                                | –                                |
| Mada Ngoleka                     | Irlanda                          | –                                | –                                |
| Mahan Moin                       | Svezia                           | –                                | –                                |
| Malcolm Pisani                   | Malta                            | –                                | –                                |
| Maria Cassar                     | Malta                            | –                                | –                                |
| Melissa Perilli                  | Germania                         | –                                | –                                |
| Michele Imberti                  | Italia                           | –                                | –                                |
| Miss Bliss                       | Austria                          | –                                | –                                |
| Monika Ivkić                     | Bosnia ed Erzegovina             | –                                | –                                |
| Olivier Kaye                     | Belgio                           | –                                | –                                |
| Ozzy Lino                        | Malta                            | –                                | –                                |
| Pasqualino Alberto Leone         | Italia                           | –                                | –                                |
| Pierpaolo Tieri                  | Italia                           | –                                | –                                |
| Rick Jurthe                      | Germania                         | 25                               | 9                                |
| Romeo Lewis                      | Regno Unito                      | –                                | –                                |
| Sada Vidoo                       | Danimarca                        | 32                               | 3                                |
| Safael Mishi                     | Azerbaigian                      | –                                | –                                |
| Sara de Blue                     | Austria                          | –                                | –                                |
| Sebastian Schmidt                | Germania                         | –                                | –                                |
| Silvia Vicinelli                 | Italia                           | –                                | –                                |
| Sona Dunoyan                     | Armenia                          | –                                | –                                |
| Stauros Pīlichos                 | Grecia                           | –                                | –                                |
| Steven Sterling                  | Sudafrica                        | –                                | –                                |
| Syuzanna Melqonyan               | Armenia                          | –                                | –                                |
| Tiago Braga                      | Portogallo                       | 31                               | 5                                |
| Tinashe Makura                   | Zimbabwe                         | –                                | –                                |
| Vell Baria                       | Filippine                        | –                                | –                                |
| Victoria Pederssen               | Norvegia                         | –                                | –                                |
| Jana Glušak-Sirena               | Russia                           | 30                               | 6                                |
| Ylva & Linda                     | Svezia                           | –                                | –                                |

### Seconda wildcard
Tutti i dettagli relativi alla seconda wildcard sono stati annunciati da Zoë Straub il 13 novembre 2017. A partire dal 1º dicembre 2017, tutti i voti del sito sono stati azzerati ed il pubblico ha avuto l'opportunità di votare per il proprio artista preferito. Il vincitore della wildcard è stato l'italiano Giovanni Montalbano.

### Terza wildcard
I dettagli relativi alla terza wildcard sono stati annunciati dall'emittente San Marino RTV sul canale YouTube di 1in360 il 26 novembre 2017. L'artista vincitore dell'ultima wildcard sarebbe stato selezionato da SMRTV e dal sito tra gli artisti candidati di nazionalità sammarinese. Il 20 dicembre 2017 Valentina Monetta, rappresentante del Titano in molteplici occasioni, ha annunciato che il vincitore della wildcard finale è stato Irol, già noto per essere stato portavoce del San Marino all'Eurovision Song Contest 2016.
| Artista              |
| -------------------- |
| Alessandra Busignani |
| Alibi                |
| Anita Simoncini      |
| Fabrizio Valentini   |
| Fiorella Giudi       |
| Gianluigi Colucci    |
| Irol                 |
| Jimmi JDKA           |

## Partecipanti
| Artista                       | Titolo                  | Lingua            | Compositori                                                                                      |
| ----------------------------- | ----------------------- | ----------------- | ------------------------------------------------------------------------------------------------ |
| Camilla North                 | Free Yourself           | Inglese           | Christof Straub, Zoë Straub, Mathias Strasser, Tinashe Makura                                    |
| Camilla North                 | Yo no soy tu chica      | Inglese, spagnolo | Christof Straub, Zoë Straub, Mathias Strasser, Stefan Moessle, Jenifer Brening, Camilla Norderud |
| Emma Sandström                | Diamonds                | Inglese           | Emma Sandström, Stefan Moessle, Martin Kromar                                                    |
| Emma Sandström                | Hold On                 | Inglese           |                                                                                                  |
| Franklin Calleja              | Best Years of Our Lives | Inglese           |                                                                                                  |
| Franklin Calleja              | Stay                    | Inglese           | Christof Straub, Zoë Straub, Mathias Strasser                                                    |
| Giovanni Montalbano           | Per quello che mi dai   | Italiano          | Christof Straub, Zoë Straub, Mathias Strasser, Giovanni Montalbano                               |
| Giovanni Montalbano           | Immenso                 | Italiano          | Christof Straub, Zoë Straub, Mathias Strasser, Giovanni Montalbano                               |
| Irol feat. Jessika            | Stuck Without Me        | Italiano, inglese |                                                                                                  |
| Irol feat. Basti              | Sorry                   | Italiano, inglese | Christof Straub, Zoë Straub, Mathias Strasser, Stefan Moessle, Lorenzo Salvatori, Harold Taylor  |
| Jenifer Brening               | Sorry                   | Inglese           | Christof Straub, Zoë Straub, Mathias Strasser, Stefan Moessle, Lorenzo Salvatori, Harold Taylor  |
| Jenifer Brening               | Until the Morning Light | Inglese           | Christof Straub, Zoë Straub, Mathias Strasser, Stefan Moessle, Jenifer Brening                   |
| Jessika                       | Out of the Twilight     | Inglese           | Christof Straub, Zoë Straub, Mathias Strasser, Sara Köll                                         |
| Jessika feat. Jenifer Brening | Who We Are              | Inglese           | Christof Straub, Zoë Straub, Mathias Strasser, Stefan Moessle, Jenifer Brening                   |
| Jessika feat. Irol            | Who We Are              | Inglese, italiano | Christof Straub, Zoë Straub, Mathias Strasser, Stefan Moessle, Lorenzo Salvatori                 |
| Judah Gavra                   | Stay                    | Inglese           | Christof Straub, Zoë Straub, Mathias Strasser                                                    |
| Judah Gavra                   | In the Moonlight        | Inglese           | Christof Straub, Zoë Straub, Mathias Strasser, Stefan Moessle, Jenifer Brening                   |
| Sara de Blue                  | Until the Morning Light | Inglese           | Christof Straub, Zoë Straub, Mathias Strasser, Stefan Moessle, Jenifer Brening                   |
| Sara de Blue                  | Out of the Twilight     | Inglese           | Christof Straub, Zoë Straub, Mathias Strasser, Sara Köll                                         |
| Basti                         | In the Moonlight        | Inglese           | Christof Straub, Zoë Straub, Mathias Strasser, Stefan Moessle, Jenifer Brening                   |
| Basti                         | Stay                    | Inglese           | Christof Straub, Zoë Straub, Mathias Strasser                                                    |
| Tinashe Makura                | We Are One              | Inglese           |                                                                                                  |
| Tinashe Makura                | Free Yourself           | Inglese           | Christof Straub, Zoë Straub, Mathias Strasser, Tinashe Makura                                    |

## Semifinali
- Brani che accedono alla finale

| N° | Artista             | Canzone                 |
| -- | ------------------- | ----------------------- |
| 1  | Emma Sandström      | Diamonds                |
| 2  | Irol feat. Jessika  | Stuck Without Me        |
| 3  | Giovanni Montalbano | Per quello che mi dai   |
| 4  | Basti               | In the Moonlight        |
| 5  | Judah Gavra         | Stay                    |
| 6  | Tinashe Makura      | We Are One              |
| 7  | Jessika & IROL      | Who We Are              |
| 8  | Sara de Blue        | Until the Morning Light |
| 9  | Jenifer Brening     | Sorry                   |
| 10 | Franklin Calleja    | Best Years of Our Lives |
| 11 | Camilla North       | Free Yourself           |

| N° | Artista             | Canzone                 |
| -- | ------------------- | ----------------------- |
| 1  | Emma Sandström      | Hold On                 |
| 2  | Irol feat. Basti    | Sorry                   |
| 3  | Giovanni Montalbano | Immenso                 |
| 4  | Basti               | Stay                    |
| 5  | Judah Gavra         | In the Moonlight        |
| 6  | Tinashe Makura      | Free Yourself           |
| 7  | Jessika             | Out of the Twilight     |
| 8  | Sara de Blue        | Out of the Twilight     |
| 9  | Jenifer Brening     | Until the Morning Light |
| 10 | Franklin Calleja    | Stay                    |
| 11 | Camilla North       | Yo no soy tu chica      |

## Finale
| N° | Artista                       | Canzone                 | Punteggio | Punteggio | Punteggio | Posizione |
| N° | Artista                       | Canzone                 | Giuria    | Televoto  | Totale    | Posizione |
| -- | ----------------------------- | ----------------------- | --------- | --------- | --------- | --------- |
| 1  | Camilla North                 | Yo no soy tu chica      | 5         | 12        | 17        | 5         |
| 2  | Judah Gavra                   | Stay                    | 0         | 1         | 1         | 11        |
| 3  | Tinashe Makura                | Free Yourself           | 3         | 3         | 6         | 7         |
| 4  | Giovanni Montalbano           | Per quello che mi dai   | 6         | 12        | 18        | 4         |
| 5  | Irol feat. Basti              | Sorry                   | 2         | 0         | 2         | 10        |
| 6  | Jessika feat. Jenifer Brening | Who We Are              | 10        | 12        | 22        | 1         |
| 7  | Basti                         | Stay                    | 1         | 4         | 5         | 9         |
| 8  | Emma Sandström                | Diamonds                | 4         | 2         | 6         | 7         |
| 9  | Sara de Blue                  | Out of the Twilight     | 8         | 12        | 20        | 2         |
| 10 | Jenifer Brening               | Until the Morning Light | 7         | 12        | 19        | 3         |
| 11 | Franklin Calleja              | Stay                    | 12        | 5         | 17        | 5         |

## All'Eurovision Song Contest
San Marino si è esibito nella seconda semifinale classificandosi 17º con 28 punti e non qualificandosi per la finale.
Per promuovere la propria canzone, Jessika & Jenifer hanno preso parte al London Eurovision Party (5 aprile), all'Israel Calling (8-11 aprile), all'Eurovision in Concert (14 aprile) e all'Eurovision Spain Pre-Party (21 aprile).

### Giuria e commentatori
La giuria sammarinese per l'Eurovision Song Contest 2018 è stata composta da:
- Augusto Ciavatta , insegnante di musica, organizzatore di eventi e presidente di giuria;
- Ilaria Ercolani, cantante e ballerina;
- Veronica Conti, violoncellista;
- Nicolas Burioni, cantante e compositore;
- Claudio Podeschi, trombonista.

L'evento è stato trasmesso su San Marino RTV e Radio San Marino, con il commento di Lia Fiorio e Gigi Restivo, mentre i punteggi della giuria nella serata finale sono stati annunciati da John Kennedy O'Connor.

### Voto

#### Punti assegnati a San Marino
| Giurie (14)        | Giurie (14) | Giurie (14) | Giurie (14) | Giurie (14) |
| 12                 | 10          | 8           | 7           | 6           |
| ------------------ | ----------- | ----------- | ----------- | ----------- |
|                    |             |             |             |             |
| 5                  | 4           | 3           | 2           | 1           |
| - Italia - Romania |             | - Malta     |             | - Russia    |
| Televoto (14)      |             |             |             |             |
| 12                 | 10          | 8           | 7           | 6           |
| - Malta            |             |             |             |             |
| 5                  | 4           | 3           | 2           | 1           |
|                    |             |             | - Australia |             |

#### Punti assegnati da San Marino
| Punti | Giuria      | Televoto    |
| ----- | ----------- | ----------- |
| 12    | Svezia      | Danimarca   |
| 10    | Moldavia    | Ucraina     |
| 8     | Malta       | Ungheria    |
| 7     | Norvegia    | Norvegia    |
| 6     | Serbia      | Moldavia    |
| 5     | Lettonia    | Svezia      |
| 4     | Paesi Bassi | Australia   |
| 3     | Slovenia    | Slovenia    |
| 2     | Polonia     | Paesi Bassi |
| 1     | Ucraina     | Russia      |

| Punti | Giuria    | Televoto        |
| ----- | --------- | --------------- |
| 12    | Israele   | Israele         |
| 10    | Germania  | Repubblica Ceca |
| 8     | Svezia    | Italia          |
| 7     | Moldavia  | Cipro           |
| 6     | Slovenia  | Danimarca       |
| 5     | Estonia   | Ucraina         |
| 4     | Italia    | Germania        |
| 3     | Serbia    | Irlanda         |
| 2     | Australia | Moldavia        |
| 1     | Irlanda   | Regno Unito     |